# Mesogenea persinuosa
Mesogenea persinuosa là một loài bướm đêm trong họ Noctuidae.